# انی ویدئو کانورتر
انی ویدئو کانورتر (به انگلیسی: Any Video Converter) یک نرم‌افزار تبدیل فایل ویدئویی است.

## امکانات
- تبدیل انواع فرمت‌های ویدئویی
- عکس گرفتن از فیلم‌ها
- سفارشی کردن کامل پارامترهای خروجی
- دانلود و تبدیل ویدئوهای آنلاین یوتیوب
- ویرایش کلیپ‌های ویدئویی
- تنظیم روشنایی، کنتراست، اشباع